# Трећи рат дијадоха
Трећи рат дијадоха назив је за ратни сукоб Александрових наследника вођен од 315. до 311. године п. н. е. Коалиција коју су чинили Птолемеј, Касандар, Лизимах и Селеук устала је против Антигонове власти у Азији. Рат је трајао три године, а завршен је мировним уговором који је одговарао Антигону. Због тога се може сматрати да је победу у рату однео Антигон.

## Увод
Победом у Првом рату дијадоха Антипатер постаје намесник са неограниченим овлашћењима да преуреди државу. Његова владавина трајала је две године. Овај период (321-319. п. н. е.) био је релативно миран. Међутим, након Антипатерове смрти настаје сукоб око његових наследника. Касандар, Антипатеров син, није признавао право на власт Полиперхонту кога је Антипатер за живота одабрао. Сукоб Касандра и Полиперхонта познат је под називом "Други рат дијадоха" јер су и остали дијадоси учествовали. Птолемеј, Антигон и Селеук пристали су уз Касандра, а Еумен уз Полиперхонта. Победу односи Касандар и постаје господар европског дела царства. Антигон наноси пораз Еумену који гине у боју.

## Узроци
Победом над Еуменом Антигон постаје господар Азије. У Вавилону су му указане краљевске почасти. И поред тога, Селеук, сатрап Вавилона је смењен. Он бежи у Египат код Птолемеја. Антигон се у Азији домогао великог блага - око 25.000 талената. Са караваном који је носио плен, Антигон креће ка западу на своју територију у Малој Азији. Тамо се већ спремала коалиција против Антигона. Незадовољни његовим наглим јачањем, Селеук, Касандар, Птолемеј и Лизимах формирају коалицију. Шаљу захтев Антигону да Селеуку врати Вавилонију, Лизимаху Фригију, Птолемеју Сирију, Касандру Кападокију и Киликију, а плен који је у Азији освојио подели са осталима. Антигон је наравно одбио захтеве што је изазвало почетак рата.

## Операције у Европи
Операције у Трећем рату вођене су и на копну и на мору. Савезници су имали више успеха на мору. Антигон је стога настојао да им одузме луке у Сирији и Феникији. Уз његову страну пристаје поражени Полиперхонт који се након пораза у Македонији склонио код Еолаца. У замену је добио звање стратега Пелопонеза. Антигон се послужио тактиком сличном Полиперхонтовој у Другом рату. Прокламујући слободу Грка, настојао их је привући на своју страну. Залагао се за повлачење македонских гарнизона из грчких градова. Оваква Антигонома политика позната је под називом "Тирски манифест" и била је уперена против Касандра који је у грчкој подржавао олигархе.
Антигон односи победе и на мору и успева да завлада Кикладским острвима организујући тзв. Савез острвљана. Птолемеј шаље Касандру помоћ од 50 бродова, али је овај одбија не желећи мешање других дијадоха у грчке послове. Антигон је намеравао да Касандра нападне са севера. Послао је свога нећака Полемаја да побуни Грке против Касандра. Међутим, ситуација у Азији се погоршала те је Антигон морао одустати од овог плана.

## Битка код Газе
Антигон је пошао у Малу Азију да тамо доврши освајање и покоравање области које нису признавале његову власт. У Сирији је оставио свога сина Деметрија са великом војском и добрим генералима. Деметрије је имао свега 22 године. Селеук је наговорио Птолемеја да са својом војском крене на Деметрија у Сирију. До сукоба је дошло код Газе. Деметријеви генерали саветовали су младог команданта да не прихвати битку са надмоћнијим противником. Међутим, Деметрије није умео да одмери своје снаге и правилно оцени ситуацију. Стога је прихватио битку. У бици код Газе доживео је потпуни пораз након чега је морао да своје снаге повуче на север Сирије и чека помоћ свога оца.

## Мир
Ускоро је дошло до склапања мира између Антигона и Птолемеја, Касандра и Лизимаха (311. п. н. е.). Диодор наводи основне одредбе овог мира: Касандар је остао господар Европе, а Антигон је одустао од захтева из Тирског манифеста да му се Касандар поклони. Стратег Европе Касандар ће остати до пунолетства младог Александра. Лизимах је остао господар Тракије, а Птолемеј Египта. Антигону је остала цела Азија. Због тога се може сматрати да је у Трећем рату дијадоха победу однео Антигон. Источни део Азије (Селеуков посед) не спомиње се у уговору. Са њим је Антигон наставио сукобе. Рат Селеука и Антигона познат је под називом "Вавилонски рат".
Важна одредба мировног уговора из 311. године п. н. е. било је и позивање Грка да положе заклетву на одредбе мира и обавежу се да ће заједнички бранити своју аутономију. Тиме је незванично обновљен Хеленски савез.
Миром из 311. године п. н. е. извршена је прва стварна и дуготрајнија подела царства.